# SciGirls
SciGirls è una serie televisiva statunitense in tecnica mista per bambini da 8 a 12 anni, in onda dal 6 febbraio 2010 su PBS Kids Go! e successivamente su PBS Kids. È prodotta da TPT Productions, Soup2Nuts e Saban Brands.

## Personaggi e doppiatori
- Izzie: voce originale di Lara Jill Miller, è una bambina di 11 anni che frequenta la scuola media; agisce anche come webmaster per il sito web SciGirls, che ospita un database di video scientifici. Questa risorsa le viene spesso in aiuto nella soluzione di problemi.
- Jake: voce originale di Greg Cipes, è un bambino della stessa età che frequenta la scuola media, nonché il migliore amico di Izzie. Jake si ritrova trascinato nelle situazioni scientifiche di Izzie.
- Fang: è il topo di Jake che spesso può essere visto aiutare Jake e Izzie nelle loro avventure STEM.

In ogni episodio sono presenti ragazze che lavorano insieme ad una donna che si occupa di STEM.